# Copa Federación de Kuwait
La Copa Federación de Kuwait es una competición de fútbol en Kuwait, es el cuarto torneo en importancia en el país tras la Liga Premier de Kuwait la Copa del Emir y la Copa de la Corona, se disputa anualmente desde 1970 y es organizada por la Federación de Fútbol de Kuwait. 
Disputada inicialmente para equipos Sub-23, la copa perdió interés por parte de los espectadores. Tras no disputarse por varios años fue restaurada desde la temporada 2008 para jugadores de todas las edades.

## Palmarés
- 1969-70 : Al-Arabi SC
- 1970-71 : Cancelado
- 1971-72 : Cancelado
- 1972-73 : Cancelado
- 1973-74 : Al-Fahaheel SC
- 1974-75 : Khaitan SC
- 1975-76 : Cancelado
- 1976-77 : Cancelado
- 1977-78 : Al-Kuwait SC
- 1979-1990: Cancelado
- 1991-92 : Al-Kuwait SC
- 1995-96 : Al-Arabi SC
- 1996-97 : Al-Arabi SC
- 1997-98 : Cancelado
- 1998-99 : Al-Arabi SC
- 1999-00 : Al-Arabi SC
- 2001-02 : Cancelado
- 2002-03 : Al-Yarmouk SC
- 2004-2007: No disputado

| Temporada | Campeón                                     | Resultado                                   | Finalista                                   |
| --------- | ------------------------------------------- | ------------------------------------------- | ------------------------------------------- |
| 2008      | Qadsia SC                                   | 1 - 1 (4-3 pen.)                            | Al-Kuwait SC                                |
| 2009      | Qadsia SC                                   | 1 - 0                                       | Kazma SC                                    |
| 2010      | Al-Kuwait SC                                | 0 - 0 (7-6 pen.)                            | Al-Arabi SC                                 |
| 2011      | Qadsia SC                                   | 2 - 0                                       | Al Nasr SC                                  |
| 2012      | Al-Kuwait SC                                | 4 - 3                                       | Kazma SC                                    |
| 2013      | Qadsia SC                                   | Formato de liga                             | Al-Arabi SC                                 |
| 2014      | Al-Arabi SC                                 | 2 -2 (4-2 pen.)                             | Al-Salmiya SC                               |
| 2015      | Al-Kuwait SC                                | 1 - 0                                       | Khaitan SC                                  |
| 2016      | Kazma SC                                    | 2 - 1                                       | Al-Kuwait SC                                |
| 2017      | No disputada                                | No disputada                                | No disputada                                |
| 2018      | Kazma SC                                    | 3 -3 (4-2 pen.)                             | Al Shabab SC                                |
| 2019      | Qadsia SC                                   | 1 -1 (6-5 pen.)                             | Al Shabab SC                                |
| 2020      | Cancelado debido a la pandemia del COVID-19 | Cancelado debido a la pandemia del COVID-19 | Cancelado debido a la pandemia del COVID-19 |
| 2020–21   | No disputada                                | No disputada                                | No disputada                                |
| 2021–22   | Al-Nasr SC                                  | 1 - 1 (5–4 pen.)                            | Al-Arabi SC                                 |
| 2022–23   | Qadsia SC                                   | 2 - 2 (4-3 pen.)                            | Al-Salmiya SC                               |

## Títulos por club
| Club           | Campeón | Años campeón                       |
| -------------- | ------- | ---------------------------------- |
| Al-Arabi SC    | 6       | 1970, 1996, 1997, 1999, 2000, 2014 |
| Al-Qadsia SC   | 6       | 2008, 2009, 2011, 2013, 2019, 2023 |
| Al-Kuwait SC   | 5       | 1978, 1992, 2010, 2012, 2015       |
| Kazma SC       | 2       | 2016, 2018                         |
| Al-Fahaheel SC | 1       | 1974                               |
| Khaitan SC     | 1       | 1975                               |
| Al-Yarmouk SC  | 1       | 2003                               |
| Al-Nasr SC     | 1       | 2022                               |